# Hongarije op de Olympische Winterspelen 1994
Tijdens de Olympische Winterspelen van 1994, die in Lillehammer (Noorwegen) werden gehouden, nam Hongarije voor de zeventiende keer deel.

## Deelnemers en resultaten
(m) = mannen, (v) = vrouwen 

### Alpineskiën
| Olympiër             | Discipline       | Resultaat | Prestatie                                                        |
| -------------------- | ---------------- | --------- | ---------------------------------------------------------------- |
| Attila Bónis         | super g (m)      | 45e       | 1.38,83 (+6,30)                                                  |
| Attila Bónis         | slalom (m)       | 22e       | 2.20,43 (+18,41) 1.10,87+1.09,56                                 |
| Attila Bónis         | combinatie (m)   | 30e       | 3.34,76 (+17,23) afdaling: 1.43,85 slalom: 1.50,91 (56,85+54,06) |
|                      |                  |           |                                                                  |
| Szvetlana Keszthelyi | afdaling (v)     | 39e       | 1.43,33 (+7,40)                                                  |
| Szvetlana Keszthelyi | super g (v)      | 41e       | 1.30,21 (+8,06)                                                  |
| Szvetlana Keszthelyi | slalom (v)       | 25e       | 2.09,00 (+12,99) 1.06,09+1.02,91                                 |
| Szvetlana Keszthelyi | combinatie (v)   | dnf-s1    | opgave slalom run 1 afdaling: 1.32,99                            |
| Éva Koch             | reuzenslalom (v) | dnf-1     | opgave run 1                                                     |
| Ágnes Litter         | slalom (v)       | 28e       | 2.35,61 (+39,60) 1.31,67+1.03,94                                 |
| Ofélia Rácz          | slalom (v)       | dnf-1     | opgave run 1                                                     |
| Ofélia Rácz          | combinatie (v)   | dnf-s1    | opgave slalom run 1 afdaling: 1.34,85                            |

### Biatlon
| Olympiër                                                        | Discipline             | Resultaat | Prestatie |
| --------------------------------------------------------------- | ---------------------- | --------- | --- |
| János Panyik                                                    | 10 km (m)              | 33e       | 31.04,3 (+2.57,3) pen.: 2 (1 + 1)                                                                                            |
| János Panyik                                                    | 20 km (m)              | 31e       | 1:01.41,6 (+4.16,3) pen.: 4 (1 + 2 + 0 + 1)                                                                                  |
|                                                                 |                        |           | |
| Brigitta Bereczki                                               | 7,5 km (v)             | 65e       | 30.42,4 (+4.33,6) pen.: 4 (0 + 4)                                                                                            |
| Brigitta Bereczki                                               | 15 km (v)              | 65e       | 1:02.14,2 (+10.07,6) pen.: 7 (2 + 2 + 0 + 3)                                                                                 |
| Anna Bozsik                                                     | 7,5 km (v)             | 46e       | 29.04,4 (+2.55,6) pen.: 2 (0 + 2)                                                                                            |
| Beatrix Holéczy                                                 | 15 km (v)              | 61e       | 1:00.43,9 (+8.37,3) pen.: 4 (2 + 1 + 1 + 0)                                                                                  |
| Team Anna Bozsik Brigitta Bereczki Éva Szemcsák Beatrix Holéczy | 4x7,5 km estafette (v) | 17e       | 2:08.27,6 (+21.08,1) pen.: 5 31.37,1 pen.: 2 (0 + 2) 32.11,0 pen.: 2 (0 + 2) 31.49,9 pen.: 1 (0 + 1) 32.49,6 pen.: 0 (0 + 0) |

### Bobsleeën
| Olympiër                      | Discipline                | Resultaat | Prestatie                                       |
| ----------------------------- | ------------------------- | --------- | ----------------------------------------------- |
| Nicholas Frankl Miklós Gyulai | 2-mansbob (m) Hongarije I | 28e       | 3.37,06 (+6,25) (54,14 / 54,27 / 54,16 / 54,49) |

### Kunstrijden
| Olympiër                  | Discipline | Resultaat | Prestatie                                                 |
| ------------------------- | ---------- | --------- | --------------------------------------------------------- |
| Krisztina Czakó           | vrouwen    | 11e       | 17,0 p. (korte kür: 12 - lange kür: 11)                   |
| Enikő Berkes Szilárd Tóth | ijsdansen  | 20e       | 40,0 p. (verpl.1: 20 - verpl.2: 20 - org.: 20 - vrij: 20) |

### Schaatsen
| Olympiër        | Discipline | Resultaat | Prestatie       |
| --------------- | ---------- | --------- | --------------- |
| Krisztina Egyed | 500 m (v)  | 30e       | 42,29 (+3,04)   |
| Krisztina Egyed | 1000 m (v) | 34e       | 1.24,71 (+5,97) |

Amerikaanse Maagdeneilanden · Amerikaans-Samoa · Andorra · Argentinië · Armenië · Australië · België · Bermuda · Bosnië en Herzegovina · Brazilië · Bulgarije · Canada · Chili · China · Chinees Taipei · Cyprus · Denemarken · Duitsland · Estland · Fiji · Finland · Frankrijk · Georgië · Griekenland · Groot-Brittannië · Hongarije · IJsland · Israël · Italië · Jamaica · Japan · Kazachstan · Kirgizië · Kroatië · Letland · Liechtenstein · Litouwen · Luxemburg · Mexico · Moldavië · Monaco · Mongolië · Nederland · Nieuw-Zeeland · Noorwegen · Oekraïne · Oezbekistan · Oostenrijk · Polen · Portugal · Puerto Rico · Roemenië · Rusland · San Marino · Senegal · Slovenië · Slowakije · Spanje · Trinidad en Tobago · Tsjechië · Turkije · Verenigde Staten · Wit-Rusland · Zuid-Afrika · Zuid-Korea · Zweden · Zwitserland